# Microsoft Bing
 For alternative betydninger, se Bing. (Se også artikler, som begynder med Bing)
Microsoft Bing (tidligere Live Search, Windows Live Search og MSN Search) er den nuværende (2016) søgemaskine til internettet fra Microsoft.
Bing blev præsenteret af af Steve Ballmer fra Microsoft den 28. maj 2009 og var online den 3. juni 2009.
Bing har opnået en vis succes i USA, hvor 21% af alle internetsøgninger i 2015 blev foretaget via Bing. Uden for USA har Bing imidlertid en beskeden markedsandel, og selvom Bing i juni 2017 var den næstmest udbredte søgemaskine efter Googles søgemaskine, så var Bings globale markedsandel beskedne 2,89%.

## Ekstern henvisning
- Bing

| Internet | Spire Denne internet-relaterede artikel er en spire som bør udbygges. Du er velkommen til at hjælpe Wikipedia ved at udvide den. |